# Imeroliá
Imeroliá (Imerolia) är en ort i Grekland.   Den ligger i prefekturen Nomós Kerkýras och regionen Joniska öarna, i den västra delen av landet, 400 km nordväst om huvudstaden Aten. Imeroliá ligger 1 meter över havet och antalet invånare är 125. Den ligger på ön Korfu.
Terrängen runt Imeroliá är kuperad åt sydväst, men åt nordost är den platt. Havet är nära Imeroliá åt nordost.  Närmaste större samhälle är Korfu, 18,5 km söder om Imeroliá. I omgivningarna runt Imeroliá växer i huvudsak blandskog.